# Zhang Wentian

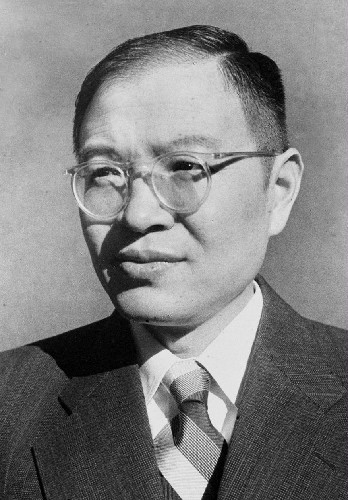
Zhang Wentian im Jahre 1951

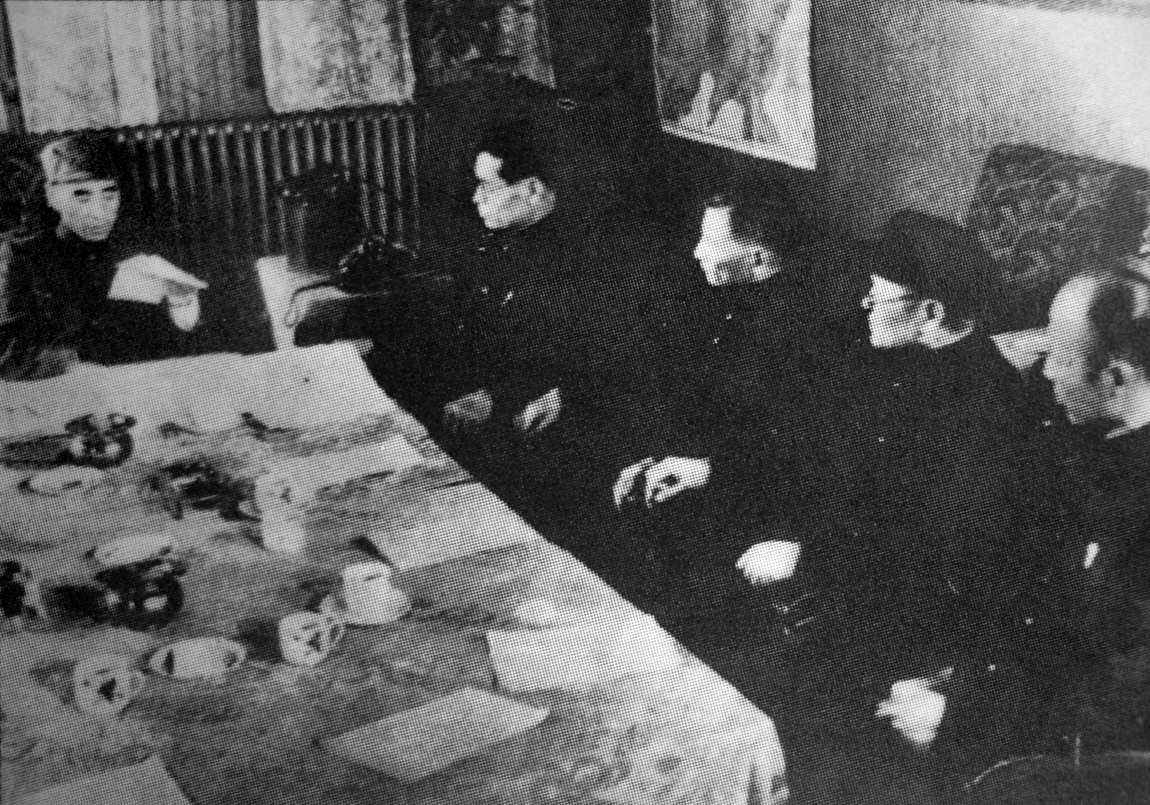
Zhang Wentian (2. von rechts) mit Lin Biao, Gao Gang, Chen Yun und Lü Zhengcao in Harbin

Zhang Wentian (ganz links) mit Zhou Enlai, Chen Yi und Mao Zedong 1956 in Zhongnanhai

Zhang Wentian (chinesisch 張聞天 / 张闻天, Pinyin Zhāng Wéntiān, W.-G. Chang Wen-t'ien), auch bekannt aus Luo Fu (chinesisch 洛甫, Pinyin Luò fǔ, W.-G. Lo Fu; * 30. August 1900 in Nanhui, Shanghai; † 1. Juli 1976 in Peking), war ein chinesischer Autor, Übersetzer und Politiker. Er gehörte in den 1930er Jahren zu den in der Sowjetunion ausgebildeten 28 Bolschewisten, die die  Kommunistische Partei bis zur Machtübernahme durch Mao Zedong anführten. Nach Ausrufung der Volksrepublik China diente er bis zum Großen Sprung nach vorn als stellvertretender Außenminister.

## Leben
Zhang wurde als Sohn reicher Bauern geboren und besuchte mehrere private und öffentliche Schulen in Wusong und Nanjing. Er nahm als junger Mann an der Bewegung des 4. Mai teil und begann, sich in revolutionären Jugendorganisation zu engagieren. Im Jahre 1920 ging er für ein Jahr zum Studium nach Japan, nach seiner Rückkehr arbeitete er in einer Buchhandlung, in der er unter anderem den Marxisten Li Da kennenlernte. Zwischen 1922 und 1924 arbeitete er für eine chinesische Zeitung in San Francisco und widmete sich in der Bibliothek der Berkeley University dem Selbststudium. Nach seiner erneuten Rückkehr nach China arbeitete er als Lehrer in Sichuan und gab eine Zeitschrift namens Nanhong heraus, die jedoch nach sechs Ausgaben verboten wurde. Er schrieb Dramen, Gedichte und Essays und widmete sich der Übersetzung ausländischer Literatur in die chinesische Sprache. Zu seinen berühmtesten Werken gehören der Roman „Reise“ und das Drama „Traum der Jugend“, die beide 1924 entstanden.
Zhang trat im Mai 1925 der Kommunistischen Partei Chinas bei und wurde bereits im Oktober 1925 unter dem Decknamen Ismailow – wovon sich sein chinesisches Pseudonym Luo Fu ableitet – nach Moskau entsandt, um an der Sun-Yat-sen-Universität zu studieren. Er blieb längerfristig in der Sowjetunion, heiratete eine Russin und kehrte im Januar 1931 nach Shanghai zurück.
Nach der Ankunft der Familie in Shanghai gelang es Zhang zunächst nicht, die Partei zu kontaktieren. Dadurch versäumte Zhang die Plenarsitzung des 7. Januars 1931, auf der der Komintern-Gesandte Pavel Mif die bisherigen Parteiführer Qu Qiubai und Li Lisan aus dem Politbüro entfernte und Zhangs Moskauer Kommilitonen Wang Ming die Kontrolle über die Partei übertrug. Zhang stieg in der Parteihierarchie schnell auf und übernahm die Organisationsabteilung, die Propagandaabteilung und die Funktion des Chefredakteurs der Parteizeitung. Mit seinem großen Wissen, das er sich in der Sowjetunion angeeignet hatte, war er damals der wichtigste Theoretiker und Verfasser von Texten in der chinesischen kommunistischen Partei. Noch im selben Jahr wurde Zhang ständiges Mitglied des Politbüros, dessen Vorsitz Bo Gu innehatte. Wenngleich Zhang in der Sowjetunion ausgebildet worden war, nahm er gegenüber der Politik der Komintern häufig kritische Positionen ein, teilweise persönlich im Politbüro oder unter Pseudonym in Zeitschriften. Er wirkte aber auch an Resolutionen mit, die von der Roten Armee verlangten, von ihren Basisgebieten aus große Städte anzugreifen, was militärisch vollkommen unrealistisch war und für die kommunistischen Truppen Feldzüge mit hohen Verlusten bedeutete.
Im Jahre 1933 war das Politbüro unter dem Druck der Kuomintang gezwungen, in den Jiangxi-Sowjet auszuweichen. Zhang und Bo bekämpften dort die Ansätze der einheimischen Kommunisten wie Luo Ming, Deng Xiaoping oder auch Mao Zedong. Im Jahre 1934 wurde Zhang an Stelle Bos zum Generalsekretär der Partei gewählt, begann, den autoritären Kurs Bos und des Komintern-Vertreters Otto Braun zu missbilligen, und unterstützte Bo in seinen Machtkämpfen gegen Wang Ming, Deng Xiaoping und andere erfahrene Parteikader nicht mehr. Er wurde deshalb innerhalb der Partei degradiert und erhielt Posten in der Regierung der chinesischen Sowjetrepublik. In der Hauptstadt des Sowjets Ruijin hatte Zhang auch erstmals Kontakt mit Mao Zedong, der ebenfalls seinen Einfluss in der Partei verloren hatte und Außenseiterpositionen vertrat. Nachdem der Sowjet evakuiert werden musste und sich die Parteiführung auf den Langen Marsch begeben hatte, schloss sich Zhang der Gruppe um Mao Zedong an, die gegen die Politik der Komintern um Bo Gu und Otto Braun aufbegehrte. Auf der erweiterten Sitzung des Zentralkomitees am 7. und 8. Januar in Zunyi wurden Bo Gu und Otto Braun abgelöst, Zhang Wentian wurde Parteichef und Mao Zedong übernahm die Kontrolle über die Rote Armee.
Zhang unterstützte in der Folge Maos Politik, zum Beispiel im Machtkampf mit Zhang Guotao, auf der Wayaobao-Konferenz bezüglich der Entscheidung, mit der Kuomintang erneut eine Einheitsfront im Krieg gegen Japan zu bilden, oder auch im Machtkampf gegen Wang Ming. Wegen seiner Nähe zur Komintern verlor er jedoch in den Berichtigungskampagnen der 1940er Jahre an Einfluss. Als im Jahre 1945 der Posten des Generalsekretärs abgeschafft wurde, bedeutete dies für Zhang eine Degradierung, während Mao als Vorsitzender des Zentralkomitees die Kontrolle über die Partei übernahm. Während des chinesischen Bürgerkrieges war Zhang unter Chen Yun, Gao Gang und Lin Biao in der Mandschurei aktiv, wobei er vor allem organisatorische Arbeit im Verwaltungskomitee für die Mandschurei übernahm.
Nach Errichtung der Volksrepublik China vertrat Zhang zunächst China vor den Vereinten Nationen und wurde 1951 zum Botschafter in der Sowjetunion ernannt. Im Jahre 1955 wurde er stellvertretender Außenminister unter Chen Yi, im Jahre 1956 wurde er auf dem VIII. Parteitag als nichtständiges Mitglied ins Politbüro gewählt. Auf dem Höhepunkt des Großen Sprunges nach vorn gehörte Zhang zur Gruppe um Peng Dehuai, die die Politik des Großen Sprunges kritisierten. Auf der Lushan-Konferenz verlor er alle seine Posten und arbeitete von da an als Forscher in einem Wirtschaftsforschungsinstitut. Während der Kulturrevolution musste Zhang physische Angriffe erleiden. Er starb 1976 an einem Herzinfarkt, nach seinem Tode wurde er rehabilitiert.

## Werke
- 张闻天 (Zhang Wentian): 张闻天选集 (Ausgewählte Werke von Zhang Wentian). 人民出版社 (Volksverlag), Peking 1985.